# Heino Kretzschmar
Wilhelm Heino Kretzschmar (* 27. Oktober 1852 in Dresden; † 17. April 1909 ebenda) war ein deutscher Fabrikbesitzer, Politiker (NLP) und MdL.

## Leben und Wirken
Der Fabrikbesitzer Kretzschmar war Mitinhaber der Dresdner Lampen- und Kronleuchterfabrik Kretzschmar, Bösenberg & Co. in der Serrestraße 5/7. Sein Unternehmen gehörte zu den königlich-sächsischen Hoflieferanten.
Kretzschmar war seit dessen Gründung Mitglied im Verband Sächsischer Industrieller, darüber hinaus Gründungsmitglied des Dresdner Kolonialvereins sowie Vorsitzender der Dresdner Abteilung der Deutschen Kolonialgesellschaft.
Um 1899 ließ sich Kretzschmar als Eigentümer des Zitzschewiger Weingutsbesitzes Kynast, der sich seit 1888 in Familienbesitz befand, das dortige Turmhaus vermutlich durch den Baumeister F. A. Bernhard Große umbauen.
Als Mitglied der Nationalliberalen Partei war er von 1903 bis zu seinem Tod am 17. April 1909 Landtagsabgeordneter im Königreich Sachsen für den 24. ländlichen Wahlkreis. Der mit dem Ritterkreuz 1. Klasse des Albrechts-Ordens ausgezeichnete Kretzschmar verstarb in der Pension Görnemann in Dresden und wurde im Krematorium Chemnitz eingeäschert.